# U1.11
U1.11은 레오와 처녀자리에 위치한 큰 퀘이사 그룹이다.

## 직경
대 직경이 780 Mpc(22억 광년)로 추정되는 LQG의 가장 큰 것 중 하나이며 38 퀘이사를 함유하고 있다.

## 발견
그것은 2011년 슬로언 디지털 스카이 조사 과정에서 발견되었다.
2012년 11월 후게-LQG가 발견되기 전까지 우주에서 가장 많이 알려진 구조로 클로스캄푸사노 LQG의 20년 기록을 발견 당시 가장 큰 알려진 구조로 앞섰다.

## 특성
구조물은 Clowes-Campusano LQG(CCLQG)로부터 약 2° 떨어진 곳에 위치한다.
redshift z = 1.11[claration need]에 있으므로 약 88억 광년 떨어져 있는 거리에 해당된다.
CCLQG에 인접해 있으며, 또 다른 LQG에 비교적 가까운 U1.54. 그것은 38쿼터를 손상시키고 큰 은하 필라멘트의 진화를 암시할 수도 있다.

## 우주론
우주론적 원리에 따르면, 우주의 다른 부분 안에서 물질과 에너지의 무작위 분포는 대략 동질적이고 동위원소적이어야 하며,
이러한 물체의 무작위 과잉은 충분히 큰 규모로 투사될 경우 작아야 한다.
야다브 외 연구진은 구조적 최대 크기가 약 260h/Mpc인 반면 다른 것들은 70-130h/Mpc의 값을 제공했다.
최근의 계산은 370Mpc 내의 값을 제시한다.
단, U1.11은 상정척도의 2배에 달했고, 다른 구조물들은 전술한 척도보다 더 큰 것을 발견한다.
(헤라클레스 코로나 보레알리스 만리장성 등 8배수만큼 규모를 초과하는 구조도 있다.)
또한 Huge-LQG, CCLQG, U1.54에 근접해 있다는 점을 감안하면 현대 우주 모델과는 큰 모순이 될 것이다.